# Аманда Шулл
Аманда Шулл (англ. Amanda Schull, нар. 26 серпня 1978, Гонолулу, Гаваї, США) — американська акторка і колишня професійна балерина.
Відома ролями другого плану у телесеріалах: Школа виживання, Милі ошуканки та Форс-мажори. Найбільшу популярність їй приніс телесеріал каналу Syfy 12 мавп.

## Життєпис
Народилася 26 серпня 1978 року в Гонолулу, Гаваї, у родині Сьюзан Шулл, Президентки балету Гаваїв.
Навчалась у школі Пунахоу та  займалася балетом під керівництвом Джона Ландовскі, режисера Гавайського державного балету.
Шулл отримувала повну стипендію для навчання в Університеті Індіани. Пізніше приєдналася до Delta Delta Delta. Під час свого другого року відвідувала літню балетну школу в Сан-Франциско, що згодом запропонувала Шулл стипендію, щоб продовжити навчання на один рік.
Коли стипендія закінчилася в 1999 р., прийняла пропозицію навчання від художнього керівника Балету Сан-Франциско.
28 травня 2011 одружилася з Джорджем Вілсоном. У лютому 2020 народила першу дитину.

## Кар'єра
Грає головну роль Джоді Соєр у фільмі 2000 р. «Авансцена». Згодом приєдналася до SFB як штатна працівниця кордебалету.
З 2000 року до кінця шоу Шулл грала Девіну Мейхен у сіткомі телеканалу YTV «Моя сім'я і я». 
У квітні 2006 року Аманда Шулл залишила «Балет Сан-Франциско». У травні 2008-го вирушила до Австралії знятися у кіноадаптації Лі Кунксіна «Останній танцюрист Мао».
У 2009 р. Шулл була запрошеною зіркою ТБ-шоу «Теорія брехні», сезон 1, епізод 4. 
У березні 2012-го вона з'явилася в рекламному ролику «McDonald's» «Shamrock Shake» і у квітні стала запрошеною зіркою в одному з епізодів т/с «Ясновидець». Також з'явилася в епізоді т/с «Грімм» в ролі Люсінди Джарвіс.
У листопаді 2013 року Шулл обрана на головну роль Кассандри Рейлі у фантастичному телесеріалі «12 мавп», заснованому на фільмі 1995 року, з однойменною назвою. Прем'єра шоу відбулася 16 січня 2015 року.

## Фільмографія

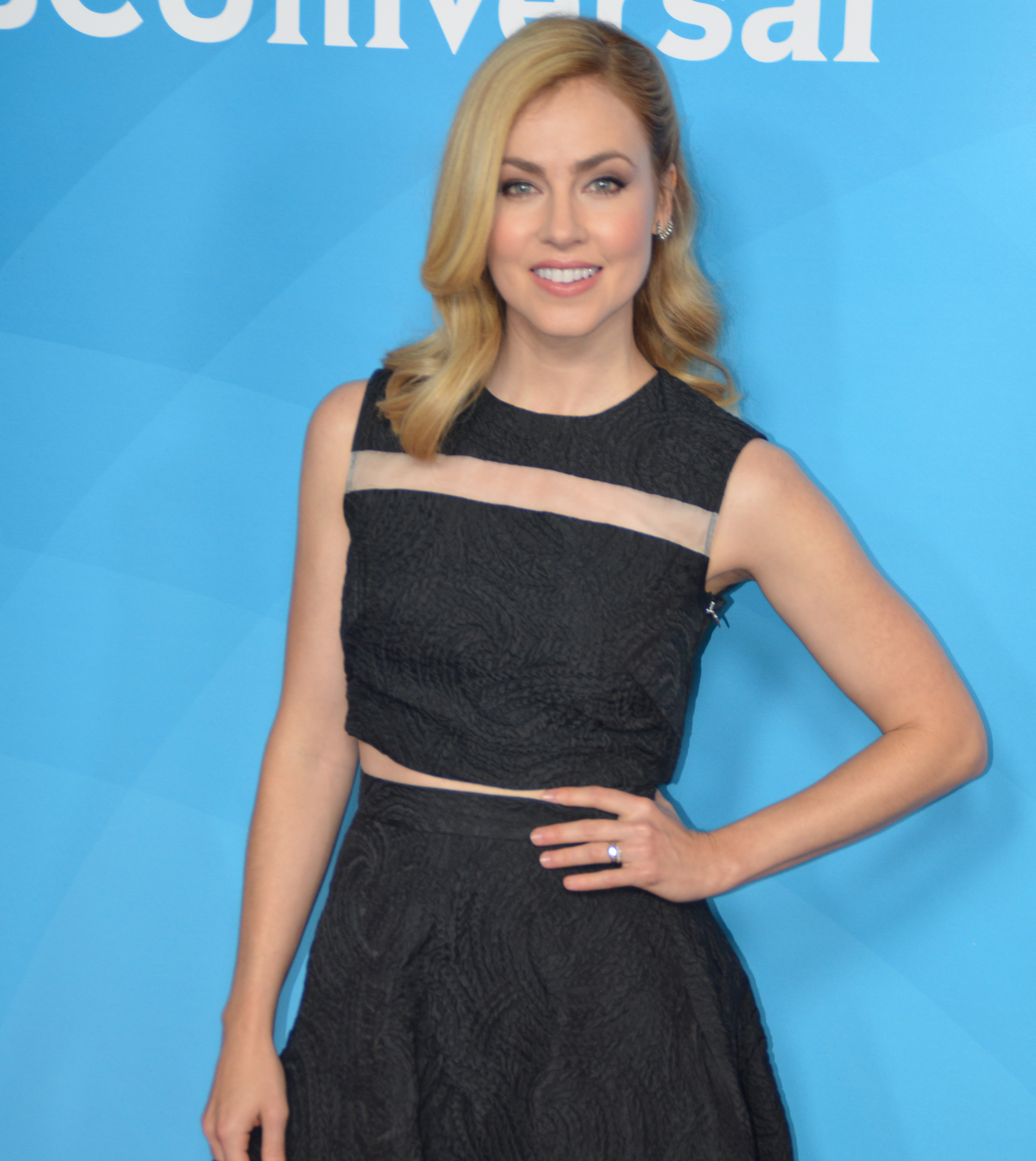
Аманда Шулл у 2015 році.

| Рік  | Назва                         | Роль           | Примітки  |
| ---- | ----------------------------- | -------------- | --------- |
| 2000 | Авансцена                     | Джоді Сойєр    |           |
| 2007 | Жінка зверху                  | Бекка Кінг     |           |
| 2009 | Останній танцюрист Мао        | Елізабет Маккі |           |
| 2009 | Війни в жіночому гуртожитку   | Гвен           | Телефільм |
| 2011 | Дж. Едгар                     | Аніта Колбі    |           |
| 2012 | Уявний друг                   | Бріттені       | Телефільм |
| 2013 | Полювання на вбивцю лабіринту | Шелбі Кук      | Телефільм |
| 2014 | Зраджена                      | Джулі          |           |

| Рік          | Назва                        | Роль             | Примітки        |
| ------------ | ---------------------------- | ---------------- | --------------- |
| 2000-07      | Моя сім'я і я                | Девіна Мейхен    | Головна роль    |
| 2008         | Очищувач                     | Ейлін            | 1 епізод        |
| 2008         | Детектив Раш                 | Еллісон Тарстон  | 1 епізод        |
| 2009         | Та, хто говорить з привидами | Емілі Гарріс     | 1 епізод        |
| 2009         | Теорія брехні                | Фібі Гедлінґ     | 1 епізод        |
| 2009–2010    | Школа виживання              | Сара Еванс       | 13 епізодів     |
| 2010         | Кістки                       | Невія Ларкін     | 1 епізод        |
| 2010–дотепер | Милі ошуканки                | Мередіт Соронсон | Другорядна роль |
| 2011         | Гаваї 5.0                    | Ніколь Дункан    | 1 епізод        |
| 2011         | Касл                         | Джой Джонс       | 1 епізод        |
| 2011         | Два з половиною чоловіки     | Алісія           | 1 епізод        |
| 2012         | Ясновидець                   | Теа Саммерс      | 1 епізод        |
| 2012         | Грімм                        | Люсінда Джарвіс  | 1 епізод        |
| 2012         | Менталіст                    | Марсі Віктор     | 1 епізод        |
| 2012         | Вегас                        | Керол Райс       | 1 епізод        |
| 2013–2014    | Форс-мажори                  | Катріна Беннетт  | Другорядна роль |
| 2013         | Нікіта                       | Наомі Ківер      | 1 епізод        |
| 2014         | Передмістя                   | Лінда            | 1 епізод        |
| 2015         | 12 мавп                      | Кассандра Рейлі  | Головна роль    |